# 馬永貞 (1981年電視劇)
《馬永貞》是香港麗的電視製作的電視劇集，在1981年11月首播，共20集，由徐小明及李兆華擔任監製。本劇是根據清末著名拳師馬永貞的事蹟改編。

## 劇情簡介
山東戲班馬艷桃劇團來到上海謀生，卻遭上海黑幫邵八（司馬華龍飾）勢力欺壓，致使大師兄馬永貞（白彪飾）和師弟石秀峰（黎漢持飾）、馬天柱（伍衛國飾）各自離散。馬天柱投入另一黑幫譚四（鄭雷飾）門下，並與其妹譚英（李燕燕飾）相戀。
邵八要挾馬永貞殺譚四，馬天柱設法化解馬永貞和譚四誤會。然譚四終死於對頭邵八的陰謀算計，馬永貞除去邵八後被譚四手下擁立為幫主，又面臨腐敗警察廳的栽贓嫁禍，石秀峰以政府高級專員身分出現為其解圍。但秀峰深陷官場，為謀財而吞併幫會產業，誤殺譚英，令馬永貞和馬天柱亡命天涯，最後更害死二人。

## 主要演員
- 白彪 飾 馬永貞
- 黎漢持 飾 石秀峰
- 伍衛國 飾 馬天柱
- 馬敏兒 飾 馬素貞
- 鄭雷 飾 譚四
- 司馬華龍 飾 邵八爺
- 蔡瓊輝 飾 祝雪芳
- 李燕燕 飾 譚英
- 楊家安 飾 小東北
- 林迪安 飾 連良
- 甘山 飾 江南浪子
- 江圖 飾 馬艷桃
- 楊忠華 飾 小咪
- 楊少甜 飾 徐虎
- 伍永森 飾 祝父
- 李青薇 飾 祝母
- 鄭恕峰 飾 阿彪
- 鄧德光 飾 阿雄
- 黃一飛 飾 楊老闆
- 吳回 飾 單眼七
- 馬宗德 飾 梁榮
- 葉天行 飾 蕭隊長
- 杜少明 飾 金牙九
- 黎少傑 飾 阿豹
- 梁偉民 飾 阿鶴
- 李壽祺 飾 鄧森
- 孫季卿 飾 廟祝
- 吳桐 飾 蕭廳長
- 吳志權 飾 副隊長
- 陳中堅 飾 商紳

## 外部連結
- 馬永貞-笑看風雲的日志[永久]